# Sockel TR4
TR4, auch SP3r2 genannt, ist ein CPU-Sockel der Firma AMD mit 4094 Pins. Er kann CPUs der Threadripper-Baureihe aufnehmen, mit der AMD das Highend-Segment bedient. Sie basieren auf der Zen-Architektur.
TR4 unterstützt DDR4-Speicher mit Quad-Channel-Anbindung und bis zu 128 GB pro RAM-Modul, verfügt über 64 PCIe-Lanes und verwendet den (mit dem X370 verwandten) X399-Chipsatz.
Im Gegensatz zum Sockel AM4 ist der TR4 nicht in PGA-, sondern in LGA-Technik ausgeführt. Er ist mechanisch baugleich mit dem Sockel SP3 für den AMD Epyc  Serverprozessor, jedoch zu diesem nicht kompatibel.

## Markteinführung
Der Sockel wurde am 10. August 2017 mit der ersten Generation der AMD-Ryzen-Threadripper-Generation eingeführt. Auf der Computex 2018 wurde die zweite Generation der AMD-Ryzen-Threadripper-CPUs vorgestellt.
Im November 2019 präsentierte AMD die Threadripper-3000-Serie, die den Nachfolge-Sockel sTRX4 
voraussetzt.

## Prozessoren für den TR4

### Ryzen Threadripper 19XX Serie
| Modell                   | Struktur- größe | Takt- frequenz | Kerne/ Threads | Maximaler Speichertakt | Cache   | Cache   | TDP   |
| Modell                   | Struktur- größe | Takt- frequenz | Kerne/ Threads | Maximaler Speichertakt | L2      | L3      | TDP   |
| ------------------------ | --------------- | -------------- | -------------- | ---------------------- | ------- | ------- | ----- |
| Ryzen Threadripper 1900X | 014 nm          | 3,8 GHz        | 08 / 16        | DDR4-2666              | 08×½ MB | 02×8 MB | 180 W |
| Ryzen Threadripper 1920X | 014 nm          | 3,5 GHz        | 12 / 24        | DDR4-2666              | 12×½ MB | 04×8 MB | 180 W |
| Ryzen Threadripper 1950X | 014 nm          | 3,4 GHz        | 16 / 32        | DDR4-2666              | 16×½ MB | 04×8 MB | 180 W |

### Ryzen Threadripper 29XX Serie
| Modell                    | Struktur- größe | Takt- frequenz | Kerne/ Threads | Maximaler Speichertakt | Cache   | Cache   | TDP   |
| Modell                    | Struktur- größe | Takt- frequenz | Kerne/ Threads | Maximaler Speichertakt | L2      | L3      | TDP   |
| ------------------------- | --------------- | -------------- | -------------- | ---------------------- | ------- | ------- | ----- |
| Ryzen Threadripper 2920X  | 012 nm          | 3,5 GHz        | 12 / 24        | DDR4-2933              | 12×½ MB | 04×8 MB | 180 W |
| Ryzen Threadripper 2950X  | 012 nm          | 3,5 GHz        | 16 / 32        | DDR4-2933              | 16×½ MB | 04×8 MB | 180 W |
| Ryzen Threadripper 2970WX | 012 nm          | 3,0 GHz        | 24 / 48        | DDR4-2933              | 24×½ MB | 08×8 MB | 250 W |
| Ryzen Threadripper 2990WX | 012 nm          | 3,0 GHz        | 32 / 64        | DDR4-2933              | 32×½ MB | 08×8 MB | 250 W |